# Nemacheilus banar
Nemacheilus banar és una espècie de peix de la família dels balitòrids i de l'ordre dels cipriniformes.

## Morfologia
Els mascles poden assolir els 8 cm de longitud total.

## Distribució geogràfica
Es troba al Vietnam: els rius Sesan i Ba.

## Amenaces
Les seues principals amenaces són la pesca de subsistència local, la construcció de preses i infraestructures diverses i la contaminació de l'aigua.